# Лаборатория в Колд-Спринг-Харбор

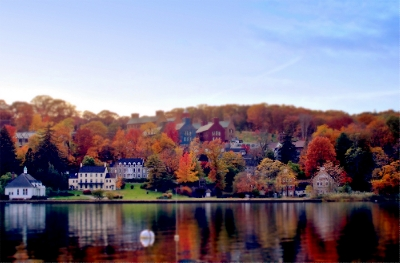
Исследовательский комплекс лаборатории

Лаборатория в Колд Спринг Харбор (англ. The Cold Spring Harbor Laboratory, CSHL) — частная некоммерческая организация, занимающаяся исследованиями в области онкологии, нейробиологии, генетики растений, геномики и биоинформатики. Основана в 1890 году.
Штат лаборатории состоит из 400 сотрудников. За время существования лаборатории в ней работали 9 лауреатов Нобелевской премии.
Исследовательский комплекс лаборатории расположен в городке Колд-Спринг-Харбор, округ Саффолк, штат Нью-Йорк, однако её штаб-квартира расположена в соседнем округе Нассо — в городе Лорел-Холлоу.